# Бентивольо
Бентиво̀льо (на италиански: Bentivoglio, на местен диалект Bentvòj, Бентъвой) е градче и община в северна Италия, провинция Болоня, регион Емилия-Романя. Разположено е на 19 m надморска височина. Населението на общината е 5381 души (към 2010 г.).